# Saint-Généroux
Saint-Généroux település Franciaországban, Deux-Sèvres megyében. Lakosainak száma 339 fő (2022. január 1.). Saint-Généroux Airvault, Availles-Thouarsais, Irais, Saint-Varent és Plaine-et-Vallées községekkel határos.

## Népesség
A település népessége az elmúlt években az alábbi módon változott:
| Lakosok száma | 368  | 369  | 385  | 362  | 355  | 348  | 342  | 338  | 339  |
|               | 2013 | 2015 | 2016 | 2017 | 2018 | 2019 | 2020 | 2021 | 2022 |